# 酒井家次
酒井 家次（さかい いえつぐ）は、戦国時代から江戸時代前期にかけての武将。徳川氏の家臣。酒井佐衛門尉家第6代当主。

## 生涯
酒井忠次の長男として生まれる。母は徳川家康の叔母碓井姫であり、家次は家康の従弟にあたる。
幼少より家康の家臣として仕え、天正3年（1575年）の長篠の戦いに従軍。同16年（1588年）、父忠次の隠居に伴って家督を継ぎ、三河吉田城主となった。翌年従五位下・宮内大輔に叙任された。天正18年（1590年）の小田原征伐後、関東に移封された家康からは下総国臼井に3万7,000石を与えられている。
慶長5年（1600年）の関ヶ原の戦いでは、徳川秀忠に従って中山道を行軍したため、本戦には間に合わず、参加していない。慶長9年（1604年）に上野国高崎5万石に移封されている。
慶長19年（1614年）の大坂冬の陣では、大坂城の東側の黒門口を持ち場として戦ったが、大坂城の堅い守りに阻まれてはかばかしい武功を挙げることは出来なかった。大坂夏の陣では激戦となった天王寺・岡山の戦いにおいて、天王寺口第三陣の大将を任されている。しかし、豊臣軍の猛攻により、天王寺口の味方は散々に崩され、家次も敗走している。これに関連したのか戦後に家康より譴責があったが、閏6月に許されている。
元和2年（1616年）に越後高田藩10万石に移封された。その2年後の元和4年（1618年）に死去した。家督は長男の忠勝が継いでいる。

## 系譜
- 父：酒井忠次
- 母：碓井姫 - 松平清康の娘
- 正室：福聚院 - 榊原正吉の娘
  - 長男：酒井忠勝（1594-1647）
  - 次男：酒井直次（1596-1630）
- 生母不詳の子女
  - 三男：酒井忠重（1598-1666）
  - 四男：酒井勝吉
  - 五男：酒井了次（1618-1637）
  - 六男：酒井忠時
  - 七男：酒井政時
  - 女子：松平忠良正室
  - 女子：水谷勝隆正室
  - 女子：内藤忠興正室
  - 女子：里見義高室
  - 女子：島田重利室
  - 女子：高力一成室
  - 女子：菅沼忠隆正室

## 登場する作品
- おんな城主 直虎（2017年、NHK大河ドラマ、演：タモト清嵐）